# 3890 Bunin
3890 Bunin este un asteroid din centura principală, descoperit pe 18 decembrie 1976 de Liudmila Cernîh.